# Most Goce Delčeva (Skopje)
Most Goce Delčeva (makedonsky Мост Гоце Делчев) je silniční most v centru Skopje, hlavního města Severní Makedonie. Jedná se o čtyřproudový rychlostní most přes řeku Vardar, spojuje Ilindenský bulvár se s Bulvárem Goce Delčeva, podle něhož je i pojmenován. Je orientován v západo-východním směru. Ze západního směru stojí v blízkosti Hlavní pošty a z východní u pevnosti Kale.
Most byl vybudován v souvislosti s přestavbou Skopje po zemětřesení v roce 1963 v 70. letech 20. století. Tvoří jej dvě identické konstrukce, které mají tři mostní pole. Dokončen byl v roce 1973 a finance na jeho výstavbu poskytla Francie.
V souvislosti s projektem Skopje 2014 bylo rozhodnuto o rekonstrukci celé stavby. Most byl ve špatném technickém stavu již předtím; deformovalo se střední pole jedné z konstrukcí a propad zde činil zhruba půl metru. Stavební práce byly zahájeny v dubnu 2011 a dokončeny o rok později. V rámci přestavby bylo umístěno historizující dekorativní zábradlí v zlaté barvě a 26 nových lamp veřejného osvětlení. Na obou koncích mostu byly umístěny sochy lvů (celkem čtyři, dvě na každé straně).